# LacZ

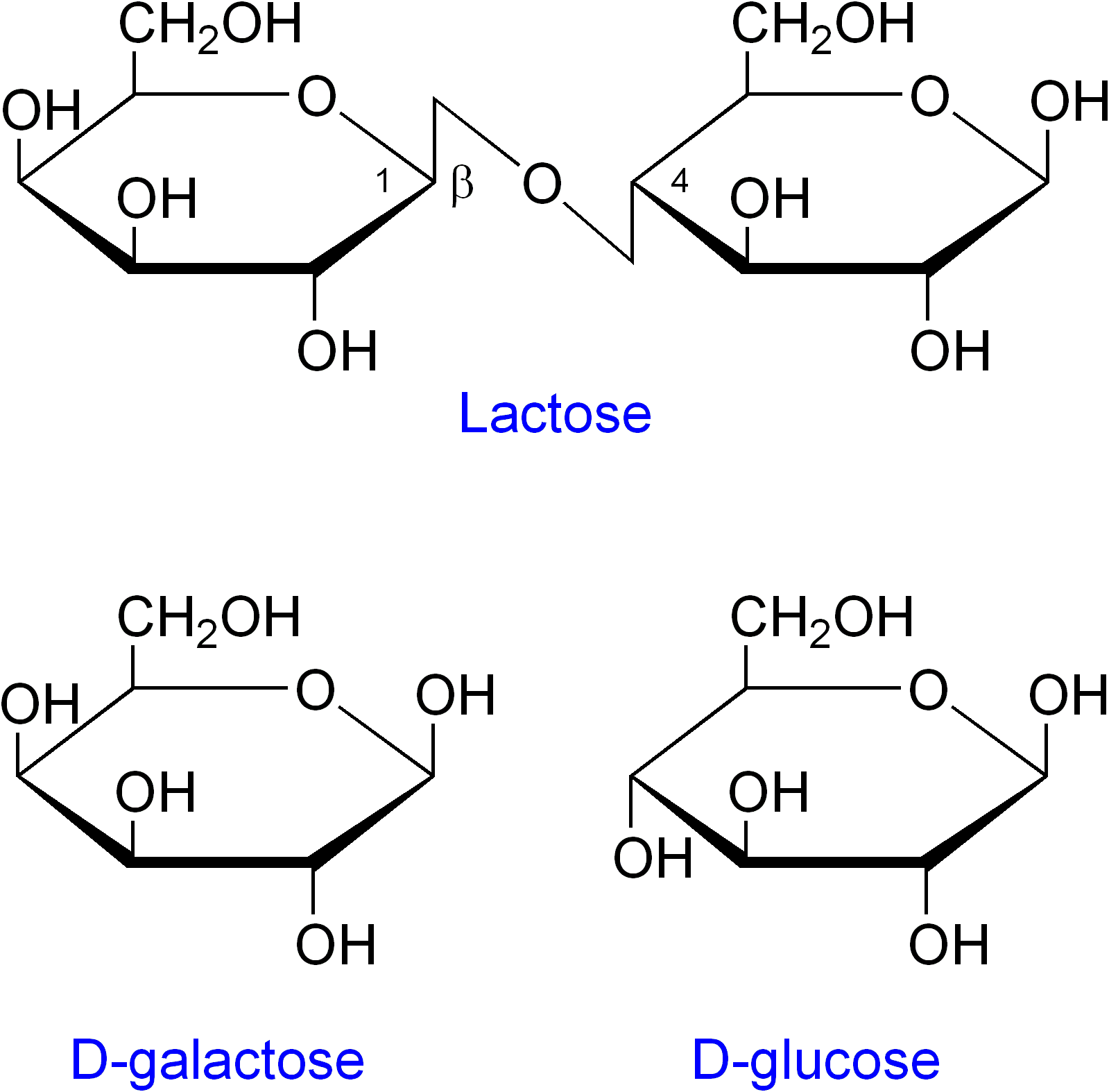
ラクトースの開裂。D-ガラクトース(D-galactose)とD-グルコース(D-glucose)に分かれる。先頭のDはD体であることを示し、生体中の糖質は全てD体である。切断されるのは酸素を架けるβ-1,4結合。

lacZ（ラック・ゼット）は大腸菌のラクトースオペロンを構成する遺伝子の一つ。レポーター遺伝子の一つとして古くから使用されている。開始コドンから終止コドンまで約3 kbpの長さで、β-ガラクトシダーゼ（LacZ、β-ガラクトシデースとも）をコードする。β-ガラクトシダーゼはラクトースを分解する酵素で、分子量116 kDaである。四量体として機能し、ラクトースをグルコースとガラクトースに加水分解することで、大腸菌がラクトースを栄養源として使用することを可能とする。また、一部の反応では異性化酵素としてグリコシド交換反応によりラクトースの位置異性体、アロラクトース（1-6-O-β-ガラクトピラノシル-D-グルコース）を作る。このアロラクトースがラクトースオペロンの直接の誘導因子インデューサーとして機能する。
5-ブロモ-4-クロロ-3-インドリル-β-D-ガラクトピラノシド (X-gal.) を基質とする反応では青色を呈する不溶性産物ができるため、β-ガラクトシダーゼ活性の指標として用いられる。
lacZΔM15（ωフラグメントをコードしている）はlacZの対立遺伝子の一つで、その産物はアミノ末端付近の11-41 アミノ酸配列を欠失する。この欠失蛋白質は二量体化できるが四量体化できないため、β-ガラクトシダーゼ活性を持たない。
lacZαはLacZタンパク質のアミノ末端 50 a.a.程度をコードする。この遺伝子産物はωフラグメントとヘテロ四量体を作ることにより機能を相補できる。
lacZ遺伝子全体を使用する場合と比べてより小さい断片で済むため、ブルーホワイトセレクションでベクター側に使用されるのはこのαフラグメントである。なお、その場合、宿主は野生型のlacZを欠損していて、lacZΔM15を保持している必要がある。